# Рудолф Иловски
Рудолф Иловски (мађ. Illovszky Rudolf; Будимпешта, 21. фебруар 1922 — Будимпешта 23. септембар 2008) је био мађарски фудбалер и менаџер. Био је и играч и менаџер ФК Вашаш. Такође је био и менаџер фудбалске репрезентације Мађарске од 1971. до 1974. године.
Фудбалски стадион у Будимпешти, Мађарска, добио је име по Иловском 12. фебруара 1960. године.
Преминуо је у Будимпешти од упале плућа.

## Остварења

### Играч
Вашаш
- Куп Мађарске у фудбалу:
  - првак: 1955
- Митропа куп: 
  - првак: 1956.

### Тренер
Вашаш
- Прва лига Мађарске у фудбалу: 
  - шампион:1961, 1962, 1965, 1977
- Куп Мађарске у фудбалу: 
  - првак:1986
- Митропа куп: 
  - првак:1960, 1962, 1965.

Мађарска
- Сребрна медаља: 1972
- ЕП 1972: четврто место
- Медаља Мађарске Народне Републике за спортске заслуге (1956)[4]
- Мастер тренер (1961)
- Ђерђ Орт награда за животно дело (1995)
- почасни грађанин XIII округа[5] (1996)
- Награда Бај Бела (2002)
- Средњи крст мађарског ордена за заслуге (2007)